# Walter Korn
Walter Korn (Praga, Txecoslovàquia, 22 de maig de 1908 - San Mateo, Califòrnia, 9 de juliol de 1997), fou un escriptor de llibres i articles de revistes d'escacs jueu de Txèquia, naturalitzat estatunidenc. Malgrat el seu nivell com a escriptor, no consta que mai jugués a escacs de competició en torneigs. Korn era Jutge Internacional per a composicions d'escacs de la FIDE i va escriure l'entrada sencera per "Escacs" a l'Encyclopædia Britannica (1972).

## Biografia
Korn va fugir de la seva pàtria el 1939 per recalar a Londres. Diversos anys més tard, a Alemanya, va dirigir l'Administració de les Nacions Unides pel Socors i la Reconstrucció, ajudant a reubicar supervivents de camps de concentració. El 1948, va ocupar el càrrec de director nacional de World ORT a Ginebra. Va emigrar als Estats Units el 1950, i va viure a Detroit, on va treballar com a gerent comercial del Jewish Community Center. Del 1960 al 1964, va viure a Israel, treballant tant per al Comitè de Distribució Conjunta com per la United Jewish Appeal.

## Escriptor d'escacs
Korn fou autor de Modern Chess Openings, que era considerada una obra de molta categoria sobre les obertures d'escacs. Cada cinc anys aproximadament surt una nova edició de Modern Chess Openings cosa que la fa una lectura recomanable per als jugadors de torneig.
En els darrers anys, Korn va demanar l'ajut de jugadors d'alt nivell, com ara els Grans Mestres Larry Evans i Nick de Firmian, mentre continuava constant com a coautor.

### Llibres
- Modern Chess Openings, 11a edició. ISBN 0-273-41845-9.
- Modern Chess Openings, 13a edició. ISBN 0-8129-1785-5.
- American Chess Art: 250 Portraits of Endgame Study. ISBN 0-273-07215-3.
- The Brilliant Touch in Chess. Londres: Sir Isaac Pitman and Sons Ltd, 1950